# Bee Gees Greatest
A Bee Gees Greatest című lemez a Bee Gees együttes huszonnyolcadik nagylemeze.
A lemezen új dal nem szerepel, az 1975 és 1979 között megjelent dalokból válogatáslemez.

## Az album dalai
1. Jive Talkin' (1975) (Barry, Robin és Maurice Gibb) – 3:44
2. Night Fever (1977) (Barry, Robin és Maurice Gibb) – 3:30
3. Tragedy (1979) (Barry, Robin és Maurice Gibb) – 5:01
4. You Should Be Dancin' (1976) (Barry, Robin és Maurice Gibb) – 4:15
5. Stayin' Alive (1977) (Barry, Robin és Maurice Gibb) – 4:43
6. How Deep Is Your Love (1977) (Barry, Robin és Maurice Gibb) – 4:03
7. Love So Right (1976) (Barry, Robin és Maurice Gibb) – 3:37
8. Too Much Heaven (1979)(Barry, Robin és Maurice Gibb) – 4:54
9. Don't Throw It All Away, (Our Love) (Barry Gibb- Blue Weaver) (197?) – 4:02
10. Fanny (Be Tender With My Love) (1975) (Barry, Robin és Maurice Gibb) – 4:06
11. If I Can't Have You (1977) (Barry, Robin és Maurice Gibb) – 3:25
12. You Stepped Into My Life (1976) (Barry, Robin és Maurice Gibb) – 3:25
13. Love Me (1976) (Barry, Robin és Maurice Gibb) – 3:58
14. More Than a Woman (1977) (Barry, Robin és Maurice Gibb) – 3:15
15. Rest Your Love on Me (Barry Gibb) (1978) – 4:20
16. Nights on Broadway (1975) (Barry, Robin és Maurice Gibb) – 4:32
17. Spirits (Having Flown) (1979) (Barry, Robin és Maurice Gibb) – 5:17
18. Love You Inside Out (1979) (Barry, Robin és Maurice Gibb) – 4:08
19. Wind of Change (1975) (Barry, Robin és Maurice Gibb) – 4:54
20. Children of the World (1976) (Barry, Robin és Maurice Gibb) – 2:57

## Közreműködők
- Barry Gibb
- Robin Gibb
- Maurice Gibb

## A nagylemez megjelenése országonként
- Ausztrália RSO 2658 133 1979
- Argentína RSO 2858 132 1979
- Belgium RSO 2658 132 1979
- Brazília RSO 247932 1979
- Csehszlovákia Supraphon 1113 2776 ZN 1979
- Amerikai Egyesült Államok RSO RS-2–4200 1979
- Egyesült Királyság RSO RS DX 001 1979
- Franciaország RSO 2658 132 1979
- Hollandia RSO 2658 132 1979
- Japán RSO MWZ-8109/10 1979, CD: Polydor P58W20008/9
- Kanada RSO RS-2–4200 1979
- Koreai Köztársaság Sung Eum SEL 200 410 1980
- Németország RSO 2658 132 1979
- Malajzia RSO 2658 132 1979
- Olaszország RSO 2658 132 1979
- Svájc RSO 2658 132 1979
- Új-Zéland RSO 2558 132 1979
- Zimbabwe RSO 2858 132 1979

## Az album dalaiból megjelent kislemezek, EP-k
- (Our Love) Don't Throw It All Away / If I Can't Have You / Rest Your Love On me / Wind Of Change Amerikai Egyesült Államok RSO EP 200 promo 1979

## Eladott példányok
A Bee Gees Greatest albumból Amerikában 4 millió, az Egyesült Királyságban 350 ezer, Kanadában 250 ezer, Spanyolországban 100 ezer, a világ összes országában 5,7 millió példány kelt el.